# Nukuhiva adamsoni
Nukuhiva adamsoni är en spindelart som först beskrevs av Lucien Berland 1933.  Nukuhiva adamsoni ingår i släktet Nukuhiva och familjen vårdnätsspindlar. Inga underarter finns listade i Catalogue of Life.